# کره جنوبی در المپیک تابستانی ۱۹۵۶
کره جنوبی در بازی‌های المپیک تابستانی ۱۹۵۶ که در شهر ملبورن استرالیا برگزار شد، کاروان کره جنوبی با ۳۵ ورزشکار در این رقابت‌ها شرکت کرد و موفق به کسب ۲ مدال (۰ طلا، ۱ نقره، ۱ برنز) شد. در جدول رتبه‌بندی توزیع مدال‌ها، کره جنوبی در ردهٔ ۲۹ مسابقات قرار گرفت.